# Brilho verde

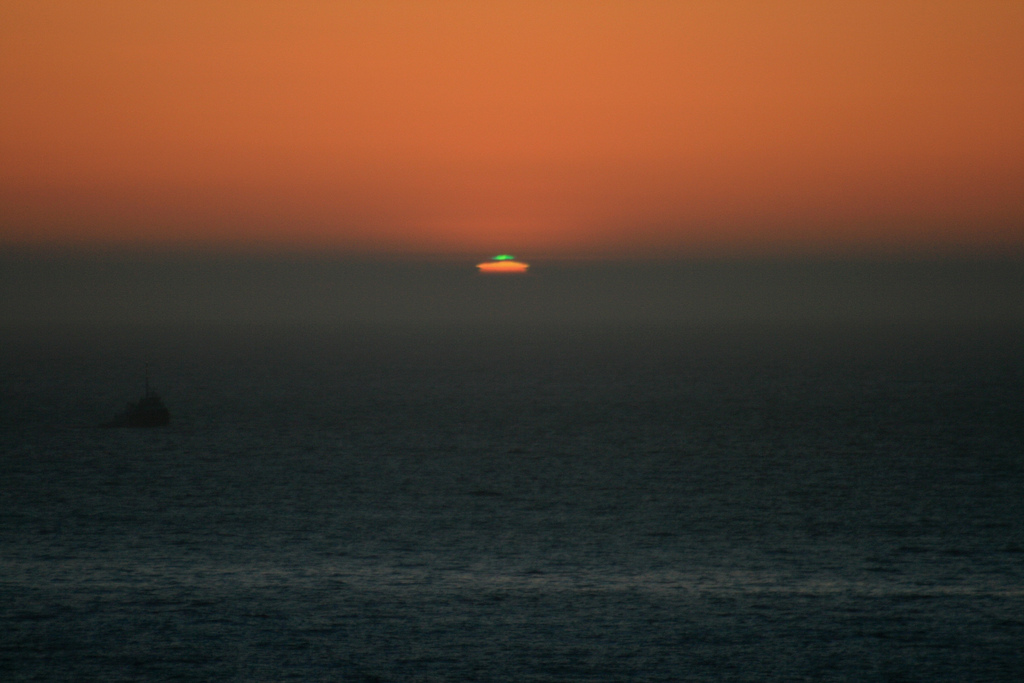
Um brilho Verde.

Um brilho verde ou raio verde são raros fenômenos ópticos que geralmente ocorrem ao nascer ou ao pôr-do-sol, quando uma pequena mancha verde fica visível por um curto período de tempo acima do sol, ou próximo dele, ou também se mostra sobre o ponto do anoitecer. É facilmente visível em fotografias.
São observados de qualquer altitude. São mais facilmente vistos em horizontes desobstruídos, como sobre o oceano, mas são possíveis também sobre montanhas e nuvens.

## Explicação

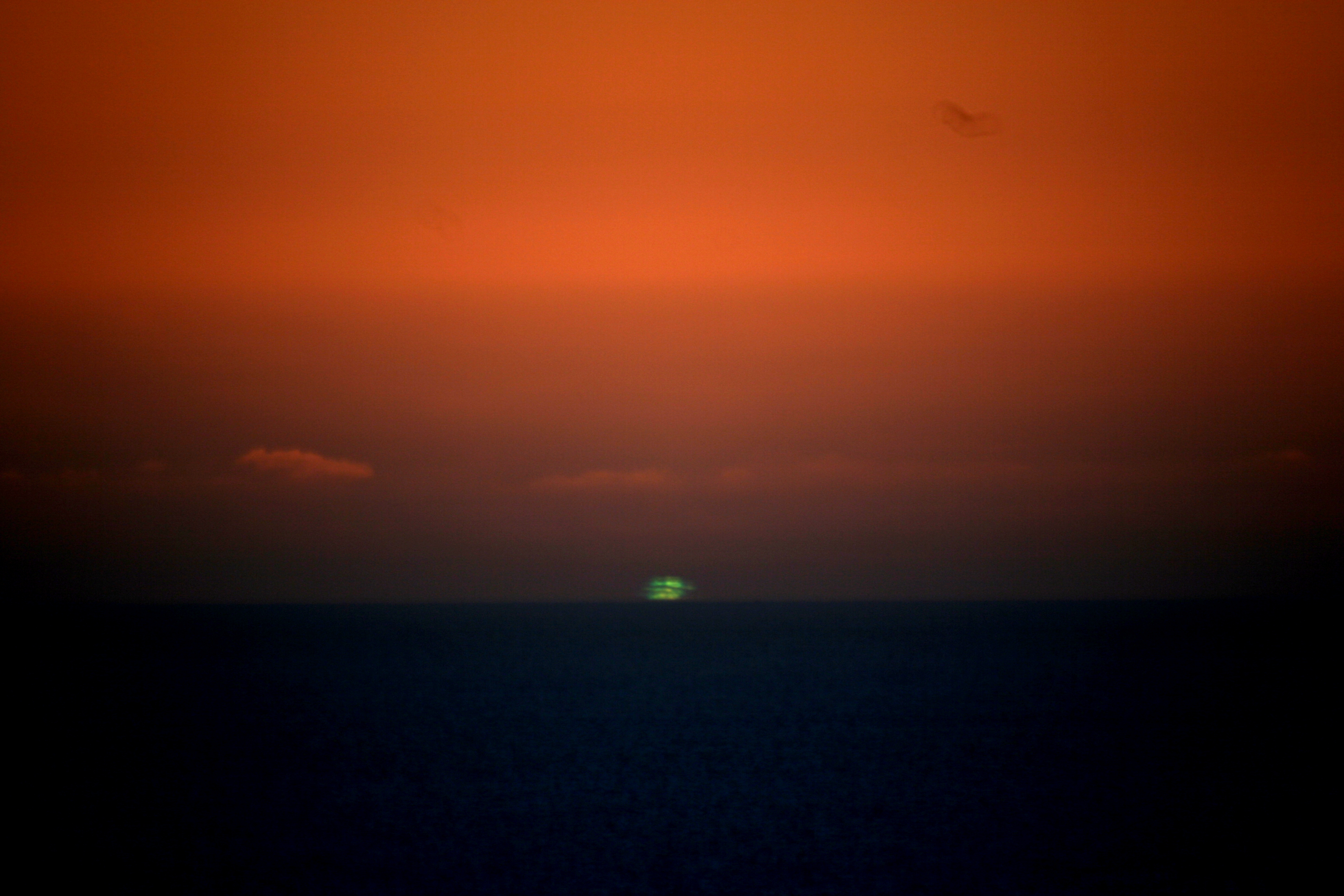
Em Vera Cruz.

A razão para o seu aparecimento se baseia na refração da luz (como em um prisma na atmosfera, o feixe de luz se move mais lentamente no baixo horizonte, devido a densidade do ar, de modo que a luz solar segue caminhos ligeiramente curvos, na mesma direção que a curvatura da Terra. Maiores freqüências de luz (verde, azul) se curvam mais que as menores (laranja,vermelho), de forma que os raios azuis e verdes se tornam mais visíveis na superfície solar, sendo que os tons mais quentes se obstruem. Brilhos verdes são reforçados pela inversão atmosférica, que aumentam a densidade gradiente e, por consequência, a refração luminosa. Podemos esperar ver também um brilho azul, mas o azul é mais disperso na linha de visão humana, e comumente acaba aparecendo verde.
Com uma ligeira ampliação, brilhos verdes são vistos na borda superior do disco solar em tardes de céu mais limpo, no entanto, diferentes tipos aparecem em diferentes tempos, a maioria dura 1 ou 2 segundos, porém alguns duram, no máximo, 15 segundos.

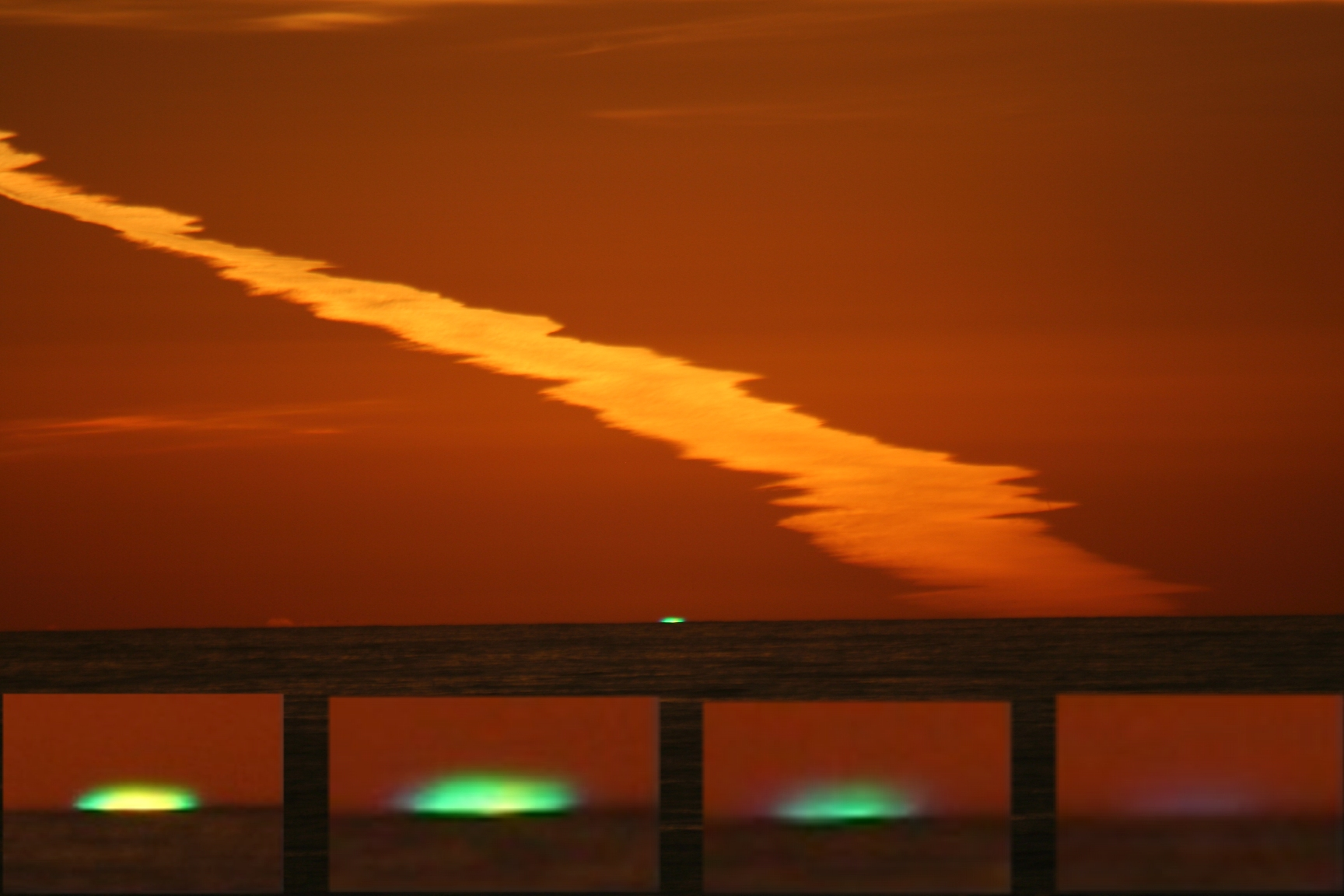
3 Brilhos Verdes juntos.

## Tipos de Brilho Verde
Os brilhos verdes são uma reunião de fenômenos ópticos, podendo aparecer em verde, azul, roxo e até magenta.
A maioria são miragens e alguns tipos podem ser vistos sob névoa ou nuvem do tipo cumulus.

## Mídia

### Livros
Júlio Verne, famoso escritor, publicou seu romance Le Rayon Vert (O Raio Verde), cuja protagonista, Helena Campbell, tem por missão seguir esse fenômeno luminoso. Segundo o livro, quem o vê terá o amor perfeito.

### Filmes
Em Piratas do Caribe, o brilho verde é uma explosão verde que cobre todo o céu, e que mostra que a linha entre o mundo dos vivos e dos mortos está tênue, e vidas podem passar entre elas.
Em O Raio Verde (1986, Eric Rohmer), a protagonista ouve um grupo de pessoas conversando na rua a respeito do fenômeno, mas o dia estaria nublado demais para ser observado. Ao final, porém, ela e seu companheiro assistirão ao pôr-do-sol de forma que finalmente vejam o famoso raio verde.
Em Lagoa Azul: O Despertar (2012), o protagonista observa o horizonte na praia todo o pôr do sol, por conta de uma lembrança de sua mãe que falava sobre o tal fenômeno. Então, certo dia o casal protagonista, preso na ilha, presencia o Raio Verde durante o pôr do sol.

### Séries
No anime Pokémon durante a temporada Sol e Lua, no episódio de número 37, um dos Pokémons de Ash, Rockruff, evolui para Lycanroc na sua forma crepúsculo que no anime é tradada como sendo rara e desconhecida, possivelmente o fenômeno do raio verde teria relação no surgimento dessa nova transformação.